# Iréne Theorin
Lena Sofia Iréne Theorin (Gislaved, 18 juni 1963) is een Zweedse operazangeres (sopraan).

## Levensloop
Iréne Theorin studeerde aan de Academie voor Muziek en Opera in Kopenhagen en gedurende een korte tijd ook in het Zweedse Göteborg. In 1998 kreeg ze de prestigieuze Deense Leonie Sonning beurs. Haar leraren waren bekende zangers als Susanna Eken, Birgit Nilsson, Ingrid Bjoner en Oren Brown.

## Carrière
In 1996 debuteerde ze als Donna Anna in Don Giovanni van Mozart bij de Koninklijke Opera in Kopenhagen. Ze zong verder ook Leonora in La forza del destino van Verdi, Amelia in Un ballo in maschera, Elisabetta in Don Carlo en in opera’s als Othello, Aida, Lohengrin, Die Meistersinger von Nürnberg en Puccini's Tosca.
In 2000 debuteerde ze op de Bayreuther Festspiele als Ortlinde in Die Walküre. Bekend is ze van haar rol als Brünnhilde in de volledige Ring des Nibelungen van Richard Wagner. Deze rol zong ze in Kopenhagen, Keulen en Dresden, Berlijn, London, New York en Tokio. De rol van Isolde uit Tristan en Isolde vertolkte ze onder meer in Rotterdam onder dirigent Valery Gergiev.
In de zomer van 2010 maakte ze haar debuut als Elektra op de Salzburger Festspiele. In mei en juni 2013 zong ze opnieuw Brünnhilde in Teatro alla Scala in Milaan onder leiding van Daniel Barenboim.
In 2018 ontving ze de Zweedse koninklijke onderscheiding "Litteris et Artibus".